# V-League (Südkorea)
Die V-League (kor:V-리그) ist die südkoreanische Profi-Volleyballliga. Die Liga wurde 2005 gegründet und trägt seitdem jährlich die nationale Volleyball-Meisterschaft der Profis aus. Die Liga besteht aus 7 Männer- und 6 Frauenmannschaften. Der Profivolleyball zählt zu den beliebtesten Sportwettbewerben des Landes.

## Teilnehmende Mannschaften

### Männer
| Verein                             | Ort       | Halle                | Kapazität |
| ---------------------------------- | --------- | -------------------- | --------- |
| Ansan OK Savings Bank Rush & Cash  | Ansan     | Sangnoksu-Arena      | 2.285     |
| Cheonan Hyundai Capital Skywalkers | Cheonan   | Yu-Kwan-sun-Arena    | 5.482     |
| Daejeon Samsung Fire Bluefangs     | Daejeon   | Chungmu-Arena        | 6.000     |
| Uijeongbu KB Insurance Stars       | Uijeongbu | Uijeongbu-Sporthalle | 6.240     |
| Incheon Korean Air Jumbos          | Incheon   | Gyeyang-Arena        | 4.270     |
| Seoul Woori Card Wibee             | Seoul     | Jangchung-Sporthalle | 4.618     |
| Suwon KEPCO Vixtorm                | Suwon     | Suwon-Arena          | 5.145     |

### Frauen
| Verein                                             | Ort      | Halle                | Kapazität |
| -------------------------------------------------- | -------- | -------------------- | --------- |
| Daejeon KGC                                        | Daejeon  | Chungmu-Arena        | 6.000     |
| Gyeongbuk Gimcheon Hi-pass                         | Gimcheon | Gimcheon-Arena       | 5.145     |
| GS Caltex Seoul KIXX                               | Seoul    | Jangchung-Sporthalle | 4.618     |
| Hwaseong IBK Altos                                 | Hwaseong | Hwaseong-Stadion     | 5.152     |
| Incheon Heungkuk Life Insurance Pink Spiders       | Incheon  | Gyeyang-Arena        | 4.270     |
| Suwon Hyundai Engineering & Construction Hillstate | Suwon    | Suwon-Arena          | 5.145     |

## Meisterschaften

### Männer
| Spielzeit | Meister                            | Vizemeister                        |
| --------- | ---------------------------------- | ---------------------------------- |
| 2005      | Daejeon Samsung Fire Bluefangs     | Cheonan Hyundai Capital Skywalkers |
| 2005/06   | Cheonan Hyundai Capital Skywalkers | Daejeon Samsung Fire Bluefangs     |
| 2006/07   | Cheonan Hyundai Capital Skywalkers | Daejeon Samsung Fire Bluefangs     |
| 2007/08   | Daejeon Samsung Fire Bluefangs     | Cheonan Hyundai Capital Skywalkers |
| 2008/09   | Daejeon Samsung Fire Bluefangs     | Cheonan Hyundai Capital Skywalkers |
| 2009/10   | Daejeon Samsung Fire Bluefangs     | Cheonan Hyundai Capital Skywalkers |
| 2010/11   | Daejeon Samsung Fire Bluefangs     | Incheon Korean Air Jumbos          |
| 2011/12   | Daejeon Samsung Fire Bluefangs     | Incheon Korean Air Jumbos          |
| 2012/13   | Daejeon Samsung Fire Bluefangs     | Incheon Korean Air Jumbos          |
| 2013/14   | Daejeon Samsung Fire Bluefangs     | Cheonan Hyundai Capital Skywalkers |
| 2014/15   | Ansan OK Savings Bank Rush & Cash  | Daejeon Samsung Fire Bluefangs     |
| 2015/16   | Ansan OK Savings Bank Rush & Cash  | Cheonan Hyundai Capital Skywalkers |
| 2016/17   | Cheonan Hyundai Capital Skywalkers | Incheon Korean Air Jumbos          |
| 2017/18   | Incheon Korean Air Jumbos          | Cheonan Hyundai Capital Skywalkers |
| 2018/19   | Cheonan Hyundai Capital Skywalkers | Incheon Korean Air Jumbos          |

### Frauen
| Spielzeit | Meister                                            | Vizemeister                                        |
| --------- | -------------------------------------------------- | -------------------------------------------------- |
| 2005      | Daejeon KGC                                        | Gyeongbuk Gimcheon Hi-pass                         |
| 2005/06   | Incheon Heungkuk Life Insurance Pink Spiders       | Gyeongbuk Gimcheon Hi-pass                         |
| 2006/07   | Incheon Heungkuk Life Insurance Pink Spiders       | Suwon Hyundai Engineering & Construction Hillstate |
| 2007/08   | GS Caltex Seoul KIXX                               | Incheon Heungkuk Life Insurance Pink Spiders       |
| 2008/09   | Incheon Heungkuk Life Insurance Pink Spiders       | GS Caltex Seoul KIXX                               |
| 2009/10   | Daejeon KGC                                        | Suwon Hyundai Engineering & Construction Hillstate |
| 2010/11   | Suwon Hyundai Engineering & Construction Hillstate | Incheon Heungkuk Life Insurance Pink Spiders       |
| 2011/12   | Daejeon KGC                                        | Suwon Hyundai Engineering & Construction Hillstate |
| 2012/13   | Hwaseong IBK Altos                                 | GS Caltex Seoul KIXX                               |
| 2013/14   | GS Caltex Seoul KIXX                               | Hwaseong IBK Altos                                 |
| 2014/15   | Hwaseong IBK Altos                                 | Gyeongbuk Gimcheon Hi-pass                         |
| 2015/16   | Suwon Hyundai Engineering & Construction Hillstate | Hwaseong IBK Altos                                 |
| 2016/17   | Hwaseong IBK Altos                                 | Incheon Heungkuk Life Insurance Pink Spiders       |
| 2017/18   | Gyeongbuk Gimcheon Hi-pass                         | Hwaseong IBK Altos                                 |
| 2018/19   | Incheon Heungkuk Life Insurance Pink Spiders       | Gyeongbuk Gimcheon Hi-pass                         |

## Ligasponsor
| Zeitraum  | Ligasponsor                        | Wettbewerbsname        |
| --------- | ---------------------------------- | ---------------------- |
| 2005–2006 | KT&G                               | KT&G V-League          |
| 2006–2007 | Hyundai Engineering & Construction | Hill State V-League    |
| 2007–2017 | Nonghyup Bank                      | Nonghyup Bank V-League |
| Seit 2017 | Dodram Pig Farmers Cooperative     | Dodram V-League        |

## Erweiterung der Liga

### Potenzielle Städte
Seit 2017 stieg die Erwartung der Volleyballfans bzgl. der Gründung einer achten Profi-Herrenmannschaft. Die Gründe dafür lagen unter anderem in der ungeraden Anzahl an Vereinen. Dadurch ist es nicht möglich, dass alle Vereine gleichzeitig spielen, sondern immer ein Team eine Pause einlegen muss. Ein weiterer Grund sind die Spielorte der meisten Vereine. Da bis auf zwei Mannschaften alle anderen Vereine in der Metropolregion Sudogwon beheimatet sind, wollte man einen neuen Verein außerhalb dieser Region gründen. In einem Interview sagte Ko Ji-jun, der Präsident der KVO, dass er die Gründung des achten Profivereins bis Juni 2017 realisieren wollte und dass spätestens in der Spielzeit 2019 mit acht Mannschaften die Liga durchgeführt wird.
Mögliche Kandidaten für die Erweiterung der Liga waren vor allem kleine Städte und Metropolen an der Südküste des Landes. Besonders die Städte Gwangju und Daegu hatten nach Wegzug ihrer Basketballvereine großes Interesse, ihre Sporthallen für den Profi-Volleyball weiter zu nutzen. Folgende Städte haben Interesse:
- Gwangju – Die Gwangju-Sporthalle, das eine Kapazität von 9.100 Plätzen hat, sowie die Gwangju-Frauen-Universitäts-Sporthalle, die 2015 bei der Gwangju Summer Universiade bis zu 8400 Zuschauer aufnehmen konnte, wird als potenzieller Kandidat gehandelt. Als der Hauptsitz der Korea Electric Power Corporation während der Saison 2016 vollständig von Seoul nach Naju in Jeollanam-do verlegt wurde, überprüfte das Vixtorm Big-Volleyballteam von Suwon den Umzug in das nah gelegene Gwangju zu vollziehen. Die Nachteile eines Umzuges lagen allerdings in der Größe der Sporthallen. Beide Sporthallen in Gwangju sind größer als die anderen Sporthallen in der Liga. Des Weiteren existieren noch keine Unterkünfte für die Spieler. Ein anderer Grund ist auch, dass es keine Gegnerischen Mannschaften in der Nähe existieren, weshalb der Verein größere Reisekosten hätte als die anderen Ligakonkurrenten. Ein möglicher Umzug des KEPCO-Teams nach Gwangju gilt daher als unwahrscheinlich
- Busan – Samsung Fire & Marine Insurance waren Partner der V-Tour, die 2004 mit dem Start des professionellen Volleyball veranstaltet wurde. 2008 überlegte Hyundai Capital ihren Verein aufgrund eines Problems in der Heimspielstätte nach Busan umzuziehen. Die Stadt hoffte darauf, dass das Franchise in ihre Stadt ziehen würde, da es in Busan die besten Bedingungen im Vergleich zu anderen Städten vorhanden sind. Zwischenzeitlich gab es Gerüchte über ein Busan Hyundai-Volleyballverein. Zu dieser Zeit versprach die Stadt den Bau einer neuen Sporthalle, falls die Olympischen Sommerspiele 2016 in Busan bestätigt werden. Da auch in der Region viele Grund- und Highschool-Volleyballmannschaften ihren Sitz haben, wäre Busan als neuer Volleyball-Standort bestens geeignet gewesen. Aber auch wie in Gwangju gab es vor allem das Problem der Entfernung zu anderen Vereinen und der damit verbundenen Reisekosten. Des Weiteren befindet sich mit der Geumjeong-Arena, welche die Stadt 2008 bauen ließ, in den Vororten Busans am nördlichen Ende schon eine ungenutzte Sporthalle. Die Anbindung zu den öffentlichen Verkehrsmitteln ist aufgrund der Lage der Halle nicht gut. Es gibt aber auch noch eine Turnhalle mit 5200 Plätzen im Stadtteil Kijang-eup und dem Bezirk Ilkwang als Alternative. Die Sporthallen sind zwar auch in den Vororten gelegen, aber da es in der Nähe einen Bahnhof gibt und der Zugang zu den öffentlichen Verkehrsmitteln etwas besser ist als bei der Geumjeong-Arena, wären auch diese Sporthallen als Alternative möglich.
- Daegu – Die Stadt besitzt mit der Daegu-Arena eine 5.558 Zuschauer fassende Sporthalle. In Gumi gab es bis Anfang 2017 eine Profi-Volleyballmannschaft, die als Gründungsmitglied der V-League ihren Standort dort hatte. Dieser Verein zog allerdings in die Stadt Uijeongbu, in die Provinz Gyeonggi-do, weshalb die Stadtverwaltung die Gründung einer eigenen Profimannschaft zurzeit prüft.
- Gangwon-do Chuncheon - Mit Chuncheon Woori Bank existierte eine Frauen-Basketballmannschaft, die bis zur Saison 2016–2017 in Chuncheon ihren Heimsitz hatte. Allerdings zog der Verein nach Asan, weshalb zurzeit keine Profi-Mannschaft in der Stadt beheimatet ist. Die Stadt verfügt mit der Chuncheon-Lakeside-Arena, die eine Kapazität von 3.500 Zuschauern hat über eine eigene Sporthalle. Die Stadt versuchte nach den Wegzug, Profivereine nach Chuncheon zu locken. So versuchten sie unter den Baseballverband zu überzeugen, Profi-Baseballspiele im Baseballstadion von Yeongam auszurichten aber sie konnten den Verband nur für einige Spiele der Futures League gewinnen. Ein Punkt, der für Chuncheon sprechen würde ist die Anbindung der Stadt. Wenn die Gyeongchun-Linie fertig gestellt wird, kann man innerhalb von 30 Minuten von Seoul nach Chuncheon fahren. Ein Nachteil der Stadt ist allerdings, dass sie keine Volleyballmannschaften in den Juniorenligen besitzen und somit keine eigene Volleyball-Vergangenheit besitzen.
- Gangwon-do Gangneung – Mit 230.000 Einwohnern und 500.000 Einwohnern in der Region verfügt die Stadt über ein breites Potenzial für Profi-Volleyball. Zudem verfügt die Stadt über eine Volleyballmannschaft. Die Kleinstadt Sokcho, welche sich in der Nähe der Stadt Gangneung befindet, wäre ideal für Volleyball geeignet. In Sokcho ist die Beliebtheit von Volleyball größer als in anderen Orten. Die Gangneung-Arena, welche eine Kapazität von rund 4.000 Plätzen besaß, wurde im Rahmen der Winterspiele zum Curling Center umgebaut. Die alte Gangneung-Sporthalle wurde 2016 abgerissen und durch einen anderen Veranstaltungsort ersetzt.

### Potenzielle Konzerne
Neben verschiedenen Städten, haben auch einige Konzerne Interesse an der Gründung von Profivereinen:
- Insbesondere die MG Saemaeul Safes bemühen sich mit ihren Unternehmen in die Liga einzusteigen. Die MG Saemaul statteten z. B. die Wettkampfleiter, Schiedsrichteraufseher und Schiedsrichter mit Uniformen aus. Auch die Vereine der Liga trugen die Uniformen mit MG Saemaul als Sponsor. In der Vergangenheit waren die MG Saemaeul Bank und eine anonyme zweite Bankgesellschaft nach der Erklärung des Ausscheidens der Woori Card in der Vergangenheit als führendes Unternehmen gelistet einen Nachfolgeverein in der Liga antreten dürfen zu lassen, da aber die Woori Card auf den Ausstieg aus der Liga verzichtete, wurde vorerst keine neue Mannschaft zugelassen. Die MG Saemaeul wird mit sehr hoher Wahrscheinlichkeit der Eigentümer eines neugegründeten 8. Vereins sein.

Es gibt aber auch viele andere Finanzunternehmen, die sich bisher nicht großartig engagiert haben für den Volleyball die einen neuen Verein antreten lassen dürften. Da insbesondere Kreditgeber und Sparkassen einen Image-Wechsel dringend brauchen, engagieren sich immer mehr solche Unternehmen im Volleyball. So haben unter anderen auch Rush & Cathy, OK Savings Bank, J Trust, JT Dividend Savings Bank usw. in den Profivolleyball investiert. So war die OK Savings Bank mit der Gründung und Etablierung eines eigenen Profivolleyballvereins sehr erfolgreich. J Trust wird die JT Awards von SPOTV sponsern. Der Finanzsektor Südkoreas strebt danach, ihr schlechtes Image wieder zu verbessern und genau zu diesem Zweck, fördern sie unter anderen den Volleyball.